# Antran
 Antran  es una población y comuna francesa, en la región de Poitou-Charentes, departamento de Vienne, en el distrito de Châtellerault y cantón de Saint-Gervais-les-Trois-Clochers.

## Demografía

Evolución demográfica de Antran